# Кнорр, Георг
Эрнст Те́одор Ге́орг Кнорр (нем. Ernst Theodor Georg Knorr; 19 октября 1859, Руда, Варминско-Мазурское воеводство — 15 апреля 1911, Давос, Граубюнден) — немецкий изобретатель и предприниматель в области железнодорожной техники, основатель фирмы Knorr-Bremse. Удостоен звания почётного сенатора Брауншвейгского технического института (ныне университета), награждён орденом Красного орла 4-го класса; его именем названы две улицы и площадь в Берлине, а также улица в Мюнхене. Место последнего пристанища изобретателя на кладбище берлинского района Карлсхорст признано почётным захоронением Берлина. В технических кругах Кнорр известен, кроме того, как автор книги «25 лет на службе пневматического тормоза».

## Биография
Родился 19 октября 1859 года в небольшом поместье Руда (тогда в составе Пруссии, а ныне на территории Польши, примерно в 120 км юго-восточнее Гданьска), в семье Теодора Кнорра и Матильды Шильке. В окружном городке Ноймарк он заканчивает гимназию, а затем учится в инженерных школах Айнбека и Брауншвейга, по окончании которых работал техником в железнодорожном управлении Крефельда. В 1884 году перешёл в берлинскую фирму американского изобретателя Карпентера, известного по разработкам двухкамерных тормозов для ж/д транспорта, где быстро стал ведущим инженером и принял участие в их внедрении на прусских железных дорогах, а затем в России, Испании, Норвегии, Венгрии и Австрии. Когда Карпентер отошёл от управления компанией, руководство в ней перенял Кнорр, параллельно работая над своей собственной, более эффективной, тормозной системой, которую представил в 1900 году. Благодаря успешным продажам фирма Knorr-Bremse, основанная Кнорром в 1905 году, быстро развилась, постоянно совершенствуя изготавливаемую ею технику и находя всё новые рынки сбыта, однако сам Кнорр уже пять лет спустя вынужден оставить оперативное управление компанией из-за прогрессирующего туберкулёза лёгких, от последствий которого он скончался 15 апреля 1911 года в возрасте всего 51 года.

## Изобретения

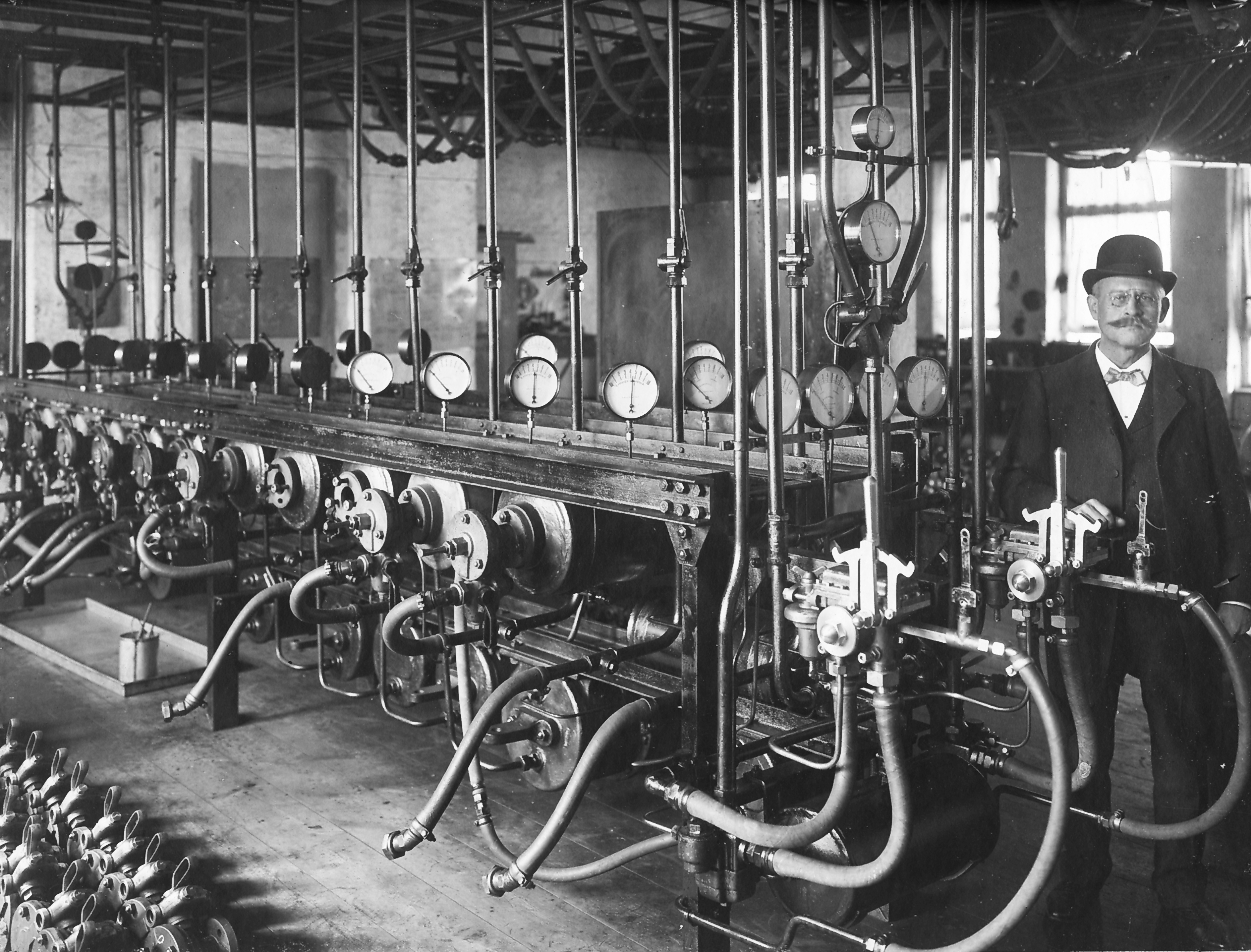
Георг Кнорр у испытательного стенда

Самым известным изобретением Кнорра было создание в 1899 году так называемого «быстрого тормоза Кнорра» (нем. Knorr-Schnellbremse), представлявшего собою усовершенствованную модель тормоза Вестингауза, предназначенного, в основном, для пассажирских поездов и объединившего в себе преимущества различных конкурирующих систем: особенно короткий тормозной путь, плавное торможение, простой клапан управления, а также возможность комбинировать его с уже установленными тормозными системами Вестингауза. Эти характеристики плюс простота конструкции быстро получили положительную оценку и уже в 1903 году системы Кнорра были установлены на ж/д транспорте Пруссии. Кнорр несколько раз дорабатывал своё изобретение и его элементы, патентуя их в различных странах, как например, в 1906 году в США. При этом успокаиваться на достигнутом изобретатель и не думал, взявшись за создание новой тормозной системы для товарных составов, скорость движения которых в Германии на рубеже XX века из-за отсутствия надёжных тормозов была ограничена 45 км/ч. Разработки Кнорра позволили увеличить эту скорость вдвое, а также удлинить составы до 1 километра. Кнорр продолжал совершенствовать свои «быстрые тормоза», которые не совсем годились на участках пути с большим перепадом высот, привлекая к сотрудничеству и других инженеров, что вылилось с годами в появление систем Кунце-Кнорра (нем. Kunze-Knorr-Bremse) и Хильдебранда-Кнорра (нем. Hildebrand-Knorr-Bremse). И лишь тяжёлая болезнь и преждевременная смерть конструктора не позволили ему осуществить все свои замыслы.
Кроме тормозных систем Кнорр известен созданием пневматического рассеивателя песка, сигнального колокола, подогревателя питательной воды и воздушного насоса, улучшенная конструкция которого позволяла экономить до 40 % энергии.

## Предпринимательская деятельность

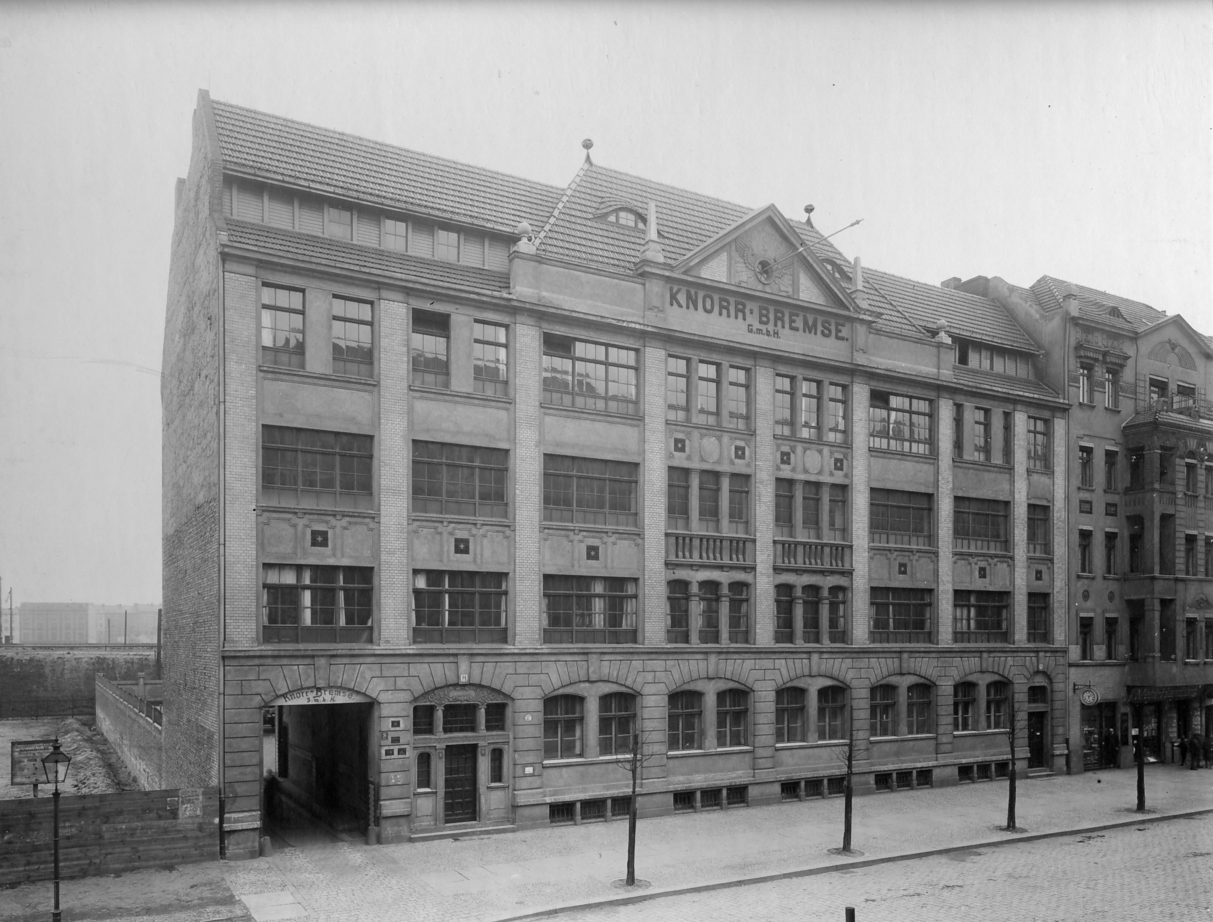
Фабричное здание Knorr-Bremse в Лихтенберге (1909)

1 июля 1893 года Кнорр выкупает у её бывших владельцев фирму Carpenter & Schulze, в которой он уже проработал более 9 лет, и в первое время в условиях неравной конкуренции с тогдашним лидером рынка системами Вестингауза вынужден заниматься производством отдельных деталей для железнодорожной техники или электрических трамваев. Лишь с изобретением «быстрого тормоза Кнорра» и внедрением его на прусских железных дорогах дела фирмы идут в гору, а в начале 1905 года она преобразовывается в Knorr-Bremse GmbH с уставным капиталом в 800 тысяч марок. К этому времени производство, которое требует всё больше площадей, было перенесено на западную окраину Лихтенберга и насчитывало 165 сотрудников. Расширился и ассортимент выпускаемой продукции: помимо тормозных систем и комплектующих к ним (которые среди прочего продавались и в России) это и воздушные насосы, регуляторы давления, соединительные шланги, рассеиватели песка и многое другое. В 1911 году компания становится акционерным обществом, капитализация которого достигает 4 млн марок, но уже через несколько месяцев, не успевший принять участия в дальнейшем её развитии Кнорр умирает во время своего лечения в Давосе.
И в наши дни фирма Knorr-Bremse, чей центральный офис находится теперь в Мюнхене, продолжает традиции, заложенные её основателем: её тормозные системы нашли своё применение по всему миру, в том числе, и на российских электропоездах «Сапсан», «Аллегро», «Ласточка», а её доля в мировом производстве тормозов для железнодорожного и грузового автомобильного транспорта составляет порядка 50 % при обороте более 6 млрд евро (по данным 2017 года). Всего в более чем 100 представительствах и производствах Knorr-Bremse в 30 различных странах мира трудятся около 28 тысяч человек.

## Галерея

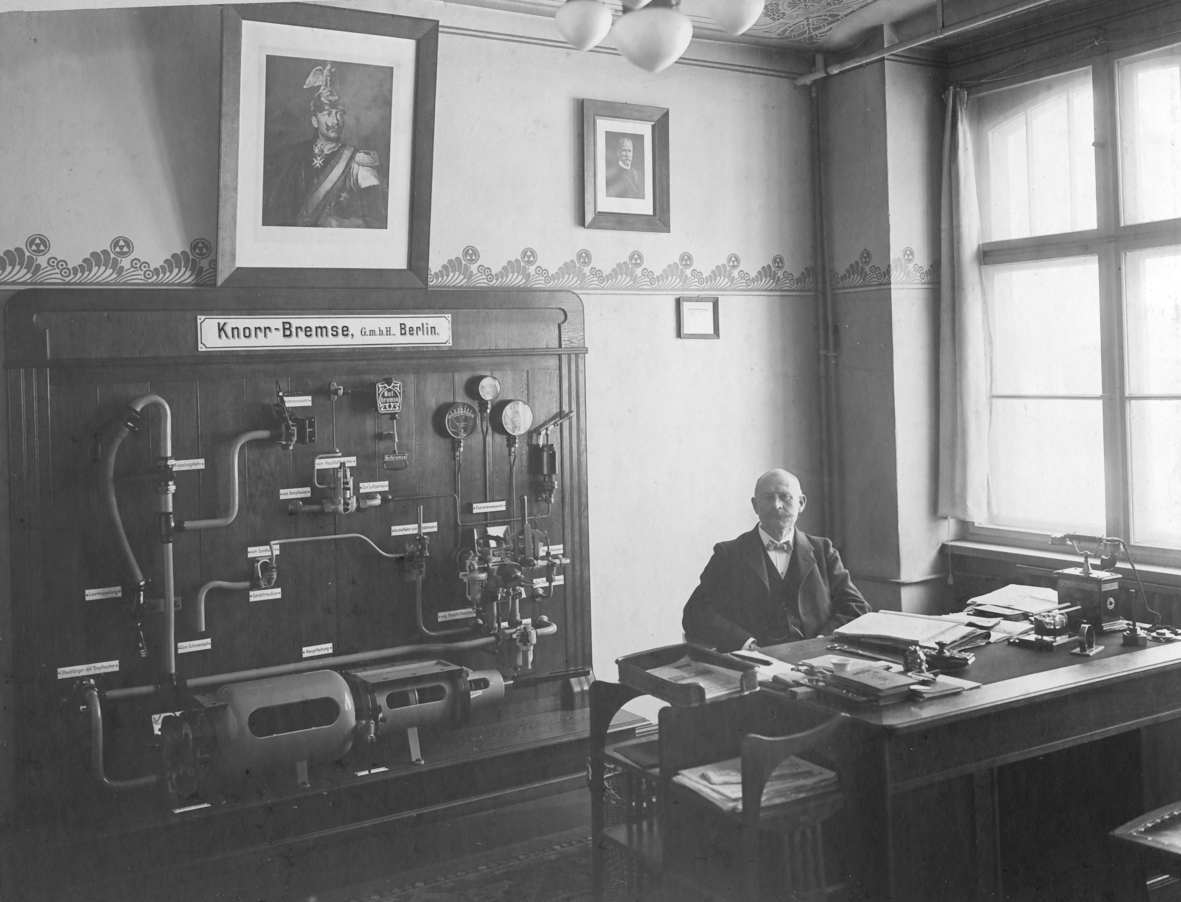
Георг Кнорр в своём бюро (1908)
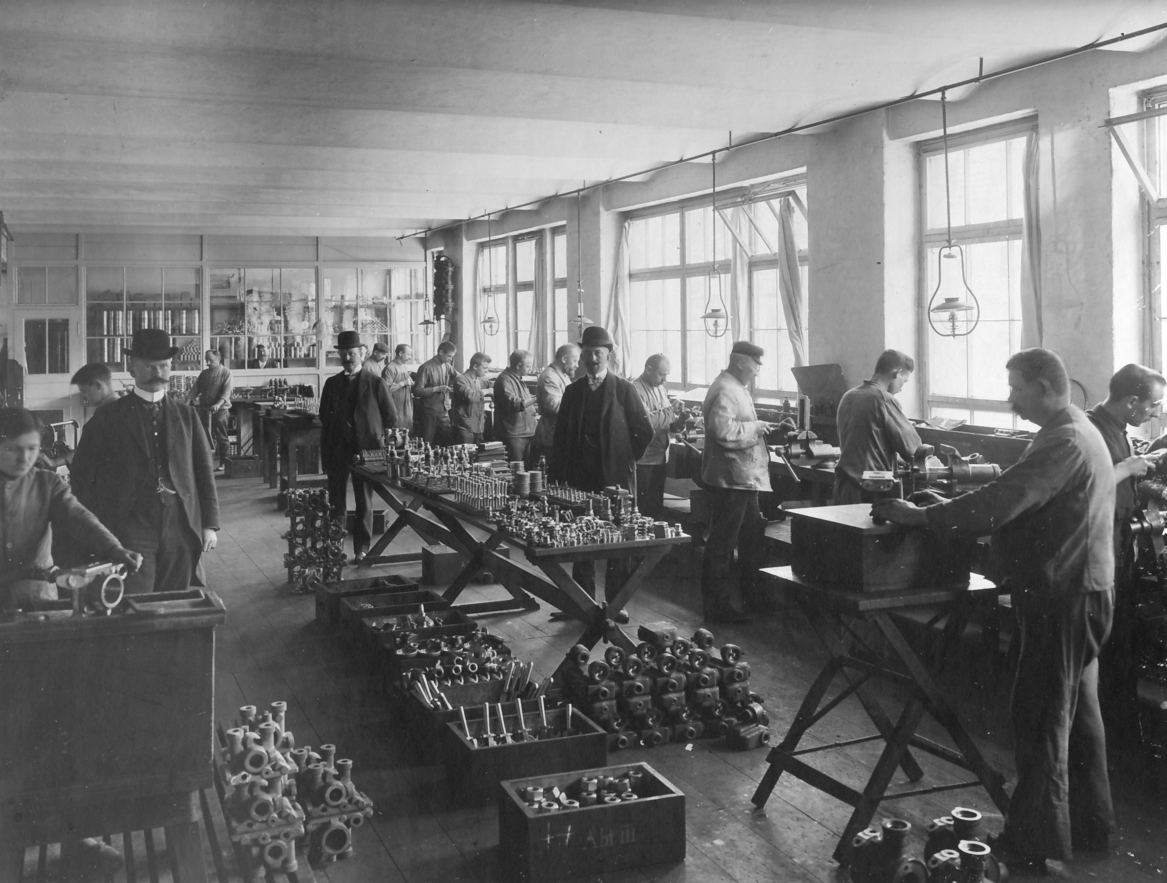
Георг Кнорр на своём производстве (1908)
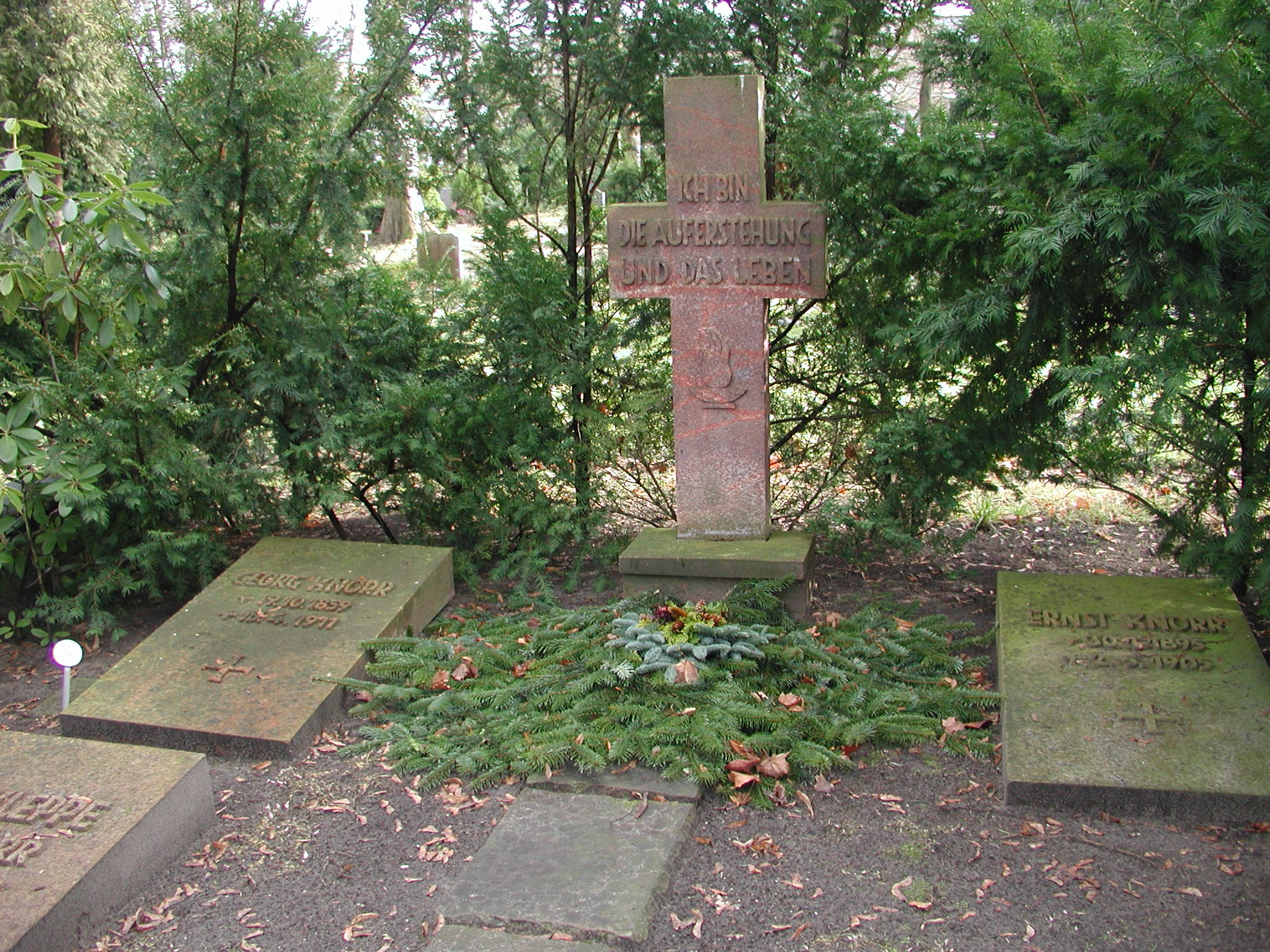
Георг Кнорр покоится на кладбище в Карлсхорсте
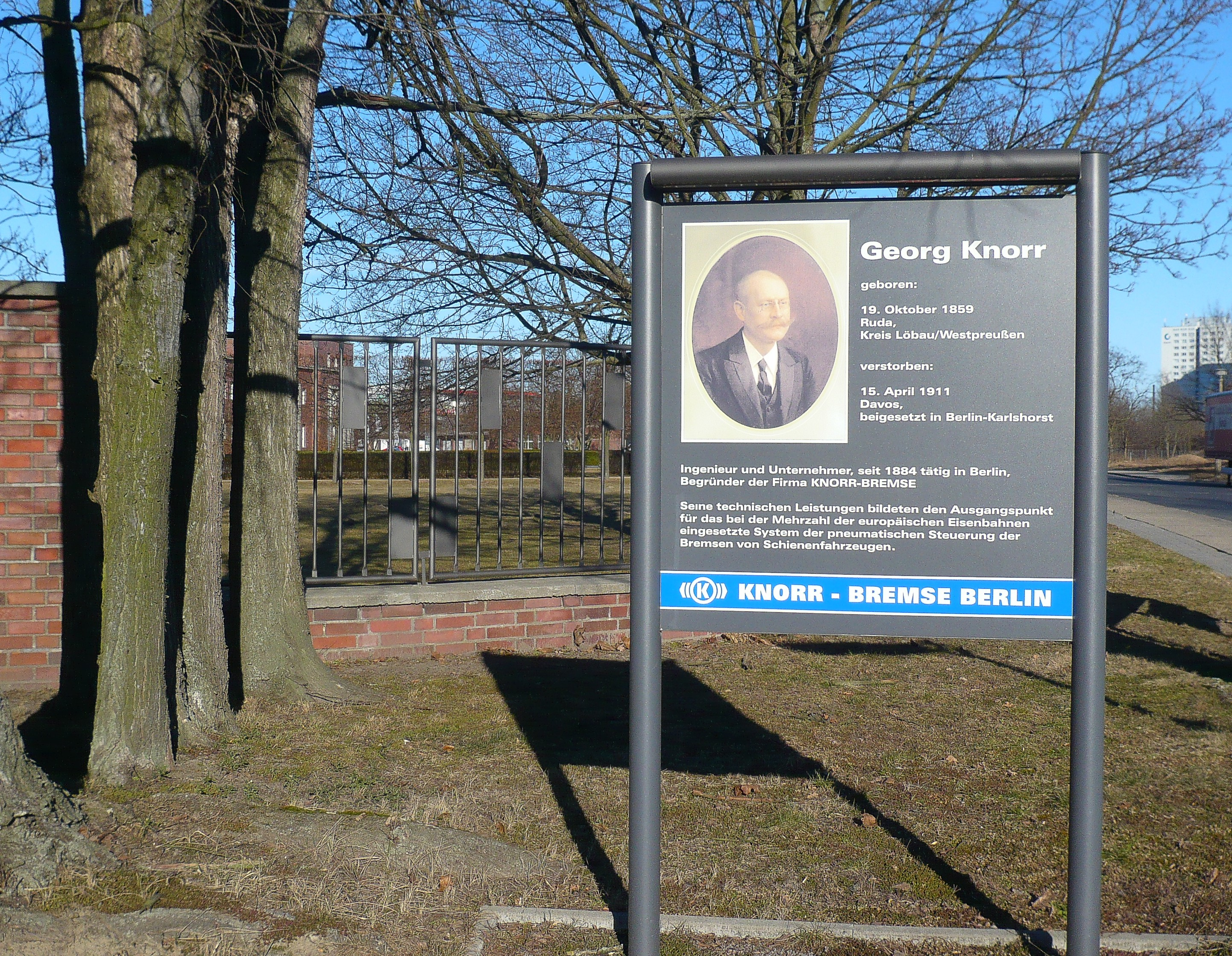
Памятная доска Георга Кнорра в Берлине
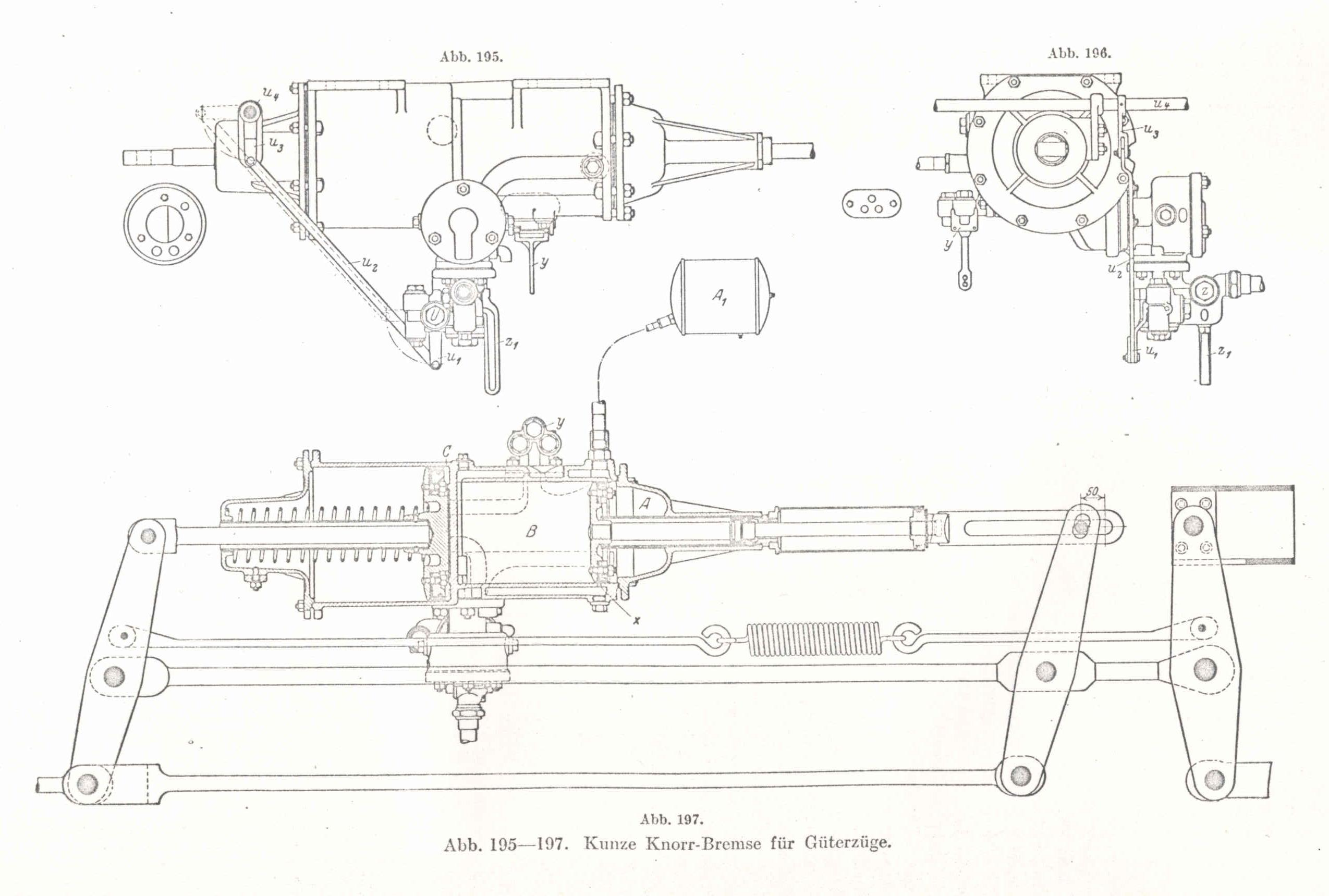
Тормозная система Кунце-Кнорра
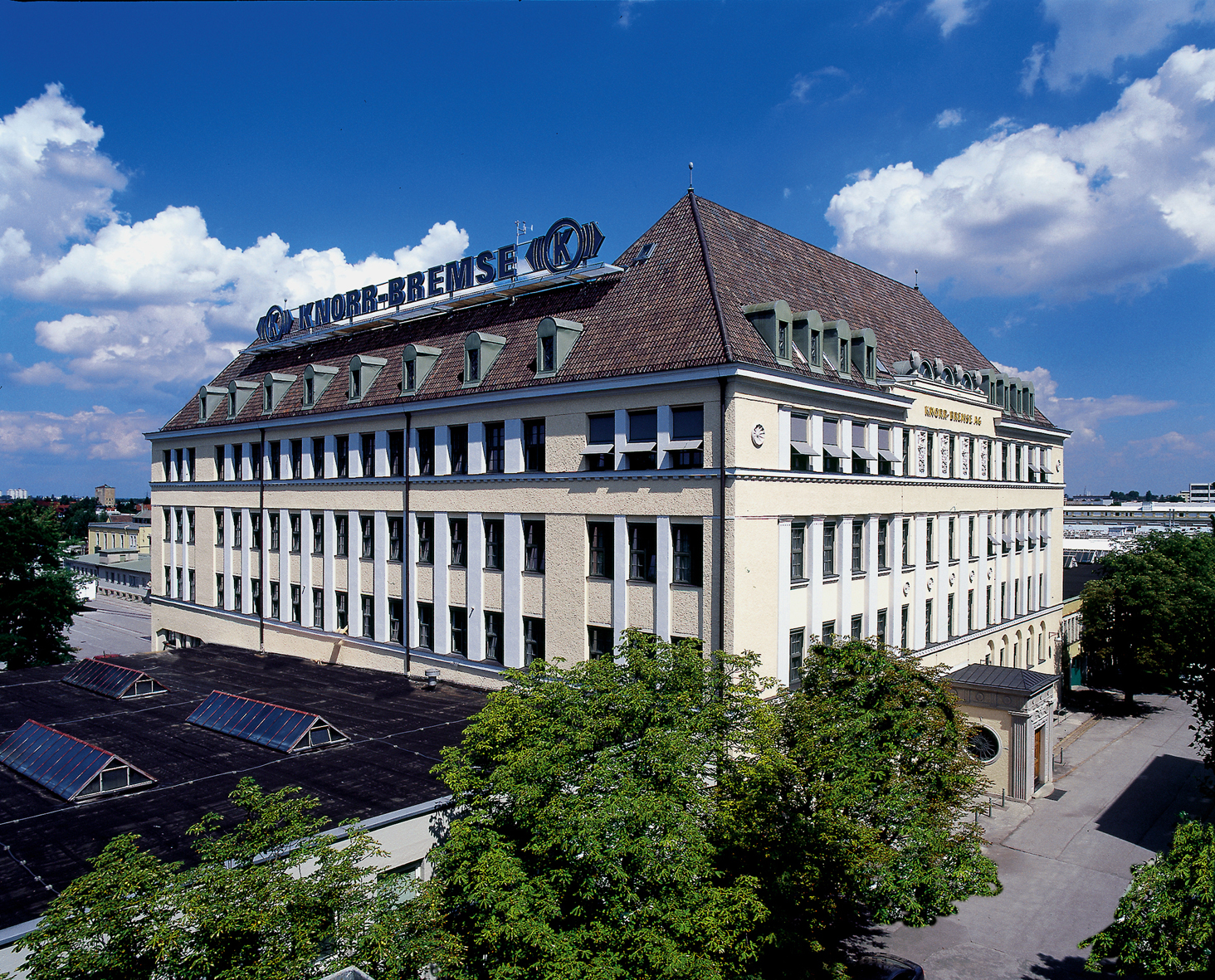
Центральный офис Knorr-Bremse в Мюнхене